# 모래의 여자
모래의 여자 (砂の女)는 사구의 구멍 바닥에 있는 집 한 채에 갇혀버린 남자와, 그 집에 살고 있는 여자의 이야기를 그린 아베 코보의 장편소설이다.
1962년 6월에 신초샤에서 출판되어, 영어, 체코어, 핀란드어, 덴마크어, 러시아어 등 수십 개 국의 언어로 번역되었다. 1963년에 제 14회 요미우리 문학상 수상하였고, 1968년, 프랑스에서 최우수외국문학상을 수상했다.
아토다 다카시는 “소설에서 가장 재미있는 점은 수수께끼가 제시되고 그것이 깊어지며, 최종적으로는 그것이 해결되는 점인데, 이 작품은 그 구조를 띄고 있다. 모래가 또 하나의 주인공이고, 모래는 날마다 바뀌며 독특한 무늬를 그려내면서, 무기(無機)적이다. 살아 있는 듯한 모습을 하고 있고 아무것도 없는 듯이 보이면서, 생명체를 숨기거나 하며 대단히 신기한 존재인 모래에게서 눈을 뗄 수 없는 점이 이 소설의 재미있는 점이라고 생각한다. “인간의 자유는 무엇인가? 자신들이 접하고 있는 일상은 무엇일까?”라고 근본에서부터 물어보는 듯한 측면이 있어, 남자와 여자의 근원에도 질문을 던지는 듯 한 점을 가지고 있다. 이정도로 소설에서 바람직한 모습이 가득 차있는 작품은 좀처럼 찾아볼 수 없다. 이정도의 소설을 생애에 하나 써보면, 죽어도 좋을 정도로 (이 작품에) 반했다.” 라고 평가하고 있다.

## 줄거리
주인공은 신종 길앞잡이류를 채집하러 사막에 가지만 사막 안에 있는 마을에서 과부가 살고 있는 집에 거주하도록 권유를 받는다. 마을의 집은, 한 채 한 채 사구에 파여진 개미지옥의 단편을 닮은 구멍의 밑바닥에 있어, 사다리로만 지상과의 출입이 가능하다. 날이 밝으면 사다리가 마을 사람들에 의해 철거되어, 주인공은 여자와 같이 구멍 아래에 갇혀, 동거를 시작한다.
마을의 집들은 평소에는 모래를 구멍 밖으로 내보내는 것에 한해서, 모래에 묻혀버리는 것을 막기 위해 인력을 원하고 있었다. 마을 내부는 촌장이 지배하는 사회주의를 닮은 제도를 취하고 있다. 주인공은 모래를 파내는 작업을 하면서, 여러 방법으로 저항을 시도하지만…….

## 영화화
모래의 여자(砂の女)는 1964년에 아베 코보 자신이 만든 각본으로 데시카하라 히로시 감독에 의해 영화화되었다. 제 17회 칸 영화제에 출품하여, 심사위원 특별상을 수상하였고, 제 37회 아카데미상에서는 외국어 영화상, 다음해 제 38회에는 감독상 후보로 지명되었다. 영화에 사용된 다카미쓰 토오루의 음악도 높은 평가를 받고 있다.

### 캐스팅
- 남자 (니키 준페이) : 오카타 에이지
- 여자 (모래의 여자) : 기시다 쿄코
- 마을의 노인 : 미쓰이 코우지